# Bartolomeo Mezzavacca
Bartolomeo Mezzavacca (Bologna, ante 1350 – Roma, 29 luglio 1396) è stato un cardinale e vescovo cattolico italiano, creato cardinale il 18 settembre 1378 da papa Urbano VI, di cui fu uno degli oppositori più fieri. Fu anche vescovo di Rieti, ed è perciò noto anche con il nome di Cardinale Reatino o di Rieti.

## Biografia
Nato a Bologna da illustre famiglia, compì gli studi di diritto nella città natale e si laureò in utroque iure nel 1369.
Andò a Roma, dove ottenne il posto di Uditore di Rota da Papa Gregorio IX, che lo promosse vescovo di Ostuni, il 16 giugno 1374, e vescovo di Rieti nel 1378. Nel settembre dello stesso anno fu poi creato da Urbano VI Cardinale del titolo di San Marcello; ricevette il cappello cardinalizio a Bologna nella chiesa di San Domenico, per mano di Giovanni da Legnano, vicario pontificio della città. Amministrò saggiamente la sua diocesi di Rieti, ma vi rinunciò nel 1380.
Essendosi segnalato come uomo di grande abilità diplomatica e coraggio, fu inviato, insieme al Cardinale di San Ciriaco Niccolò Caracciolo Moschino o.p., e al Cardinale di San Marco Ludovico Donati o.f.m.conv., al re Carlo III (che con l'aiuto di Urbano VI aveva occupato il Regno di Napoli) per ottenere il ducato di Capua e di Amalfi per Francesco Butilli, nipote di Urbano VI. Dal momento che il re non acconsentiva alle richieste papali, il Cardinale Caracciolo continuò ad appoggiare con forza il pontefice, il Cardinale Donati si mantenne ambiguo, mentre il Mezzavacca, contrario al dissoluto nipote del papa, si schierò dalla parte del re di Napoli. A causa di questa differenza di opinioni, i tre ambasciatori non riuscirono nel loro scopo. Tornati a Roma, il papa dichiarò guerra a Carlo III, intimando ai tre cardinali di recarne l'annuncio al re; i tre si rifiutarono e furono sottoposti a processo. Grazie a potenti amicizie, i cardinali Caracciolo e Donati furono perdonati; Bartolomeo Mezzavacca, invece, fu privato della dignità cardinalizia (15 ottobre 1383), denunciò la violenza di Urbano VI (1385) e, per evitare di essere imprigionato, fuggì ad Avignone presso l'antipapa Clemente VII. Congiurò contro Urbano VI insieme ad altri cinque cardinali che furono giustiziati nel 1386.
Alla morte di Urbano VI, alcuni cardinali, riuniti nel castello di Luzzara, pensarono di eleggere papa il Cardinal Mezzavacca, benché deposto. Fu invece eletto Bonifacio IX, che, nel primo anno del suo pontificato (18 dicembre 1389), gli restituì la dignità cardinalizia, con il titolo di San Martino ai Monti, e lo inviò come Legato pontificio a Genova e Viterbo. Nel 1395 fu nominato Cardinale protoprete.
Morì il 29 luglio 1396 (anche se la lapide sepolcrale indica come data del decesso il 20 giugno) a Roma, e fu sepolto nella Basilica di Santa Maria Maggiore.